# 乙女なでしこ恋手帖
『乙女なでしこ恋手帖』（おとめなでしここいてちょう、OTOME NADESHIKO LOVE DIARY）は、著者深山くのえ、挿絵藤間麗による日本の少女向けライトノベル。
小学館ルルル文庫『FCルルルnovels』よりオリジナル小説として発売の大正恋浪漫。大正時代を舞台に周りのしきたりに翻弄されるラブストーリー。舞姫恋風伝や桜嵐恋絵巻に続き藤間麗が表紙およびイラストを務める。

## 登場人物
東明千鶴（しのあき ちづる）
声 - 川瀬晶子
公家華族子爵の東明家の三女の女学生。生後1ヶ月で平民の名越家に養女に出されていたが16歳の時に呼び戻され、借金の形に貸金業に妹の喜和子のふりをして嫁に出される。
大津寄要（おおつき かなめ）
声 - 竹内栄治
貸金業『大つき屋』跡取り息子の長男であり、鈴本霜月（すずもとそうげつ）として少女雑誌に寄稿している挿絵画家。千鶴の夫となる。二枚目だが無愛想。嫁ぐ前に千鶴と偶然出会っていた。
乙部蘭子（おとべ らんこ）
声 -須藤沙織
中根幹弥（なかね みきや）
声 - 吉本泰洋
有村小夜（ありむら さよ）
声 - 一色まゆ

## 既刊一覧
- フラワーコミックスルルルnovels

1. 『乙女なでしこ恋手帖 壱 春待つ五月』 - 2011年11月25日発売、ISBN 978-4-09-134258-4
2. 『乙女なでしこ恋手帖 弐 やさしさの欠片』 - 2012年1月26日発売、ISBN 978-4-09-134338-3
  - アニメDVD付特装版、ISBN 978-4-09-159108-1（小学館プラス・アンコミックスシリーズ）

- ルルル文庫

1. 『乙女なでしこ恋手帖 字のない恋文』 - 2017年2月24日発売、ISBN 978-4-09-452327-0
2. 『乙女なでしこ恋手帖 三世を越えて』 - 2017年11月21日発売、ISBN 978-4-09-452328-7
3. 『乙女なでしこ恋手帖 佳き日の彩り』 - 2018年12月26日発売、ISBN 978-4-09-452329-4
4. 『乙女なでしこ恋手帖 花日和』 - 2019年1月18日発売。電子書籍のみ。短編集。

## アニメ
2012年1月26日発売の第2巻同梱のショートアニメ。少女小説でのアニメDVD付文庫はこの作品が初となる。内容は冒頭の千鶴と要が出会うまでのエピソード。

### スタッフ
- 原作 - 『乙女なでしこ恋手帖』深山くのえ
- 原作イラスト・キャラクターデザイン - 藤間麗
- 脚本 - 香村純子
- 絵コンテ・演出 - 前園丈夫
- キャラクターデザイン・作画監督 - 鈴本裕輔
- 美術監督 - 荒井和浩（スタジオ誉）
- 色彩設計 - 佐野ひとみ
- 撮影監督 - 武原健二（スタジオトゥインクル）
- CGスキャン - 原山希
- 編集 - 柳圭介（柳編集室）
- アニメーションプロデューサー - 名嘉邦夫
- 制作担当 - 高木秀仁
- 制作進行 - 下遠雄基
- 作画 - スタジオ・イゼナ
- 音響制作ディレクター - 神戸コータ
- 音響効果 - スワラプロ
- 音響コーディネート - 荒井美由紀（バディ）
- 監督 - さんぺい聖
- 制作協力 - Softgarage
- 制作 - 小学館ルルル文庫編集部